# Hug de Cluny
|  | Per a altres significats, vegeu «Sant Hug». |

Hug de Cluny o de Semur o Hug el Gran (Semur, Borgonya, Regne de França, 13 de maig de 1024 - Cluny, 28 d'abril de 1109) va ser un monjo benedictí francès, sisè abat de Cluny. És venerat com a sant per l'Església catòlica.

## Biografia
Hug havia nascut a Semur, fill del comte Dalmau de Semur. El seu pare volia que fos cavaller, però ell volia seguir la carrera eclesiàstica i el 1037 va iniciar els estudis a l'escola del monestir benedictí de Saint-Marcel de Chalon. Va ingressar com a novici a l'abadia de Cluny quan tenia quinze anys i el 1044 fou ordenat sacerdot i als 24 anys, el 1049, fou nomenat abat de l'abadia, succeint Odiló de Cluny.

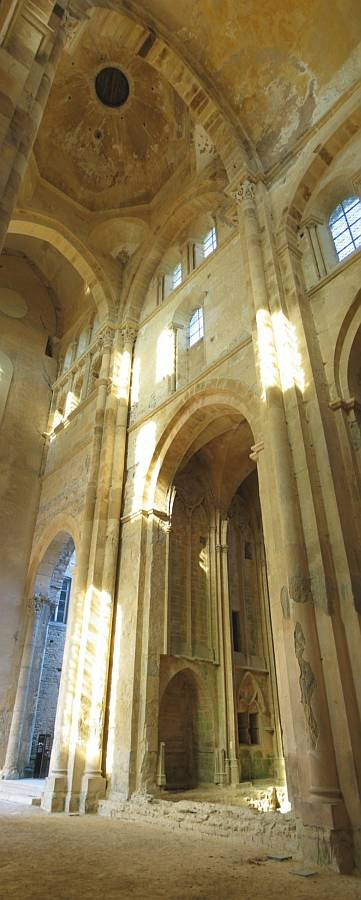
Transsepte de Cluny III, una de les parts encara existents.

Durant el seu priorat va fer nombrosos viatges per Europa, a altres monestirs de la Congregració Cluniacenca. Va prendre part al concili de Reims del 1049 i al sínode de Roma de 1050, al Concili del Laterà de 1059 i al sínode de 1063, i en 1072 a la Dieta de Worms. Va fer de mitjancer a Canossa entre el papa Gregori VII i l'emperador Enric IV del Sacre Imperi Romanogermànic, en el seu conflicte polític.
Durant el seu abadia, Cluny assolí la seva màxima esplendor: l'orde es va estendre a Anglaterra, Castella, Alemanya i Polònia. Va dirigir la tercera fase de construcció del monestir, la més important, donant lloc a l'anomenada església de Cluny III, dedicada als sants Pere i Pau. La construcció fou finançada en bona part per un census anual que va establir per als seus súbdits Ferran I de Lleó entre 1053 i 1065, cens que va confirmar Alfons VI de Castella en 1077 i en 1090; la suma era de 1.000 aurei de Ferran, que Alfons va doblar en 1090. Va ésser la més gran entrada de diners que va rebre l'orde cluniacenc d'un rei o laic, i mai no va ésser superada.
Cluny III, amb una església de 187 metres de llarg, amb nàrtex i cinc naus, cor amb deambulatori i capelles radias, doble transsepte i cinc torres, era l'edifici religiós més gran d'Europa fins que es va reconstruir la Basílica de Sant Pere del Vaticà al segle xvi.
Hug va morir amb 85 anys, el 29 d'abril de 1109, a Cluny. Les seves relíquies van ser posades en 1220 en un reliquiari per a la veneració dels fidels; el 1562, però, els hugonots van saquejar l'abadia i cremaren el cos del sant, dispersant-ne les cendres.